# Circonscription de Gatira
La circonscription de Gatira est une des 177 circonscriptions législatives de l'État fédéré Oromia, elle se situe dans la Zone Jimma. Son représentant actuel est Elyas Mehamed Borena.